# Venă epigastrică superficială

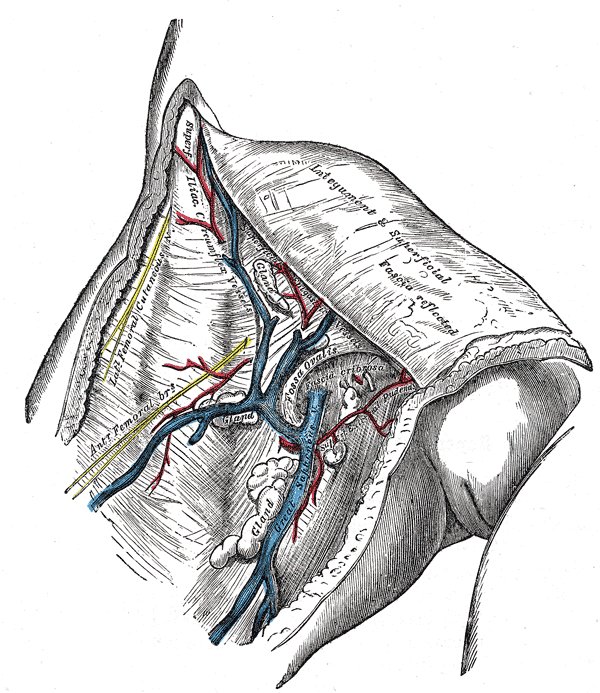
Vena safenă mare și tributarii săi în zona fosei ovale

Vena epigastrică superficială este o venă care are traseul comun cu artera epigastrică superficială. Se alătură venei safene accesorii lângă fosa ovală. 

## Imagini suplimentare

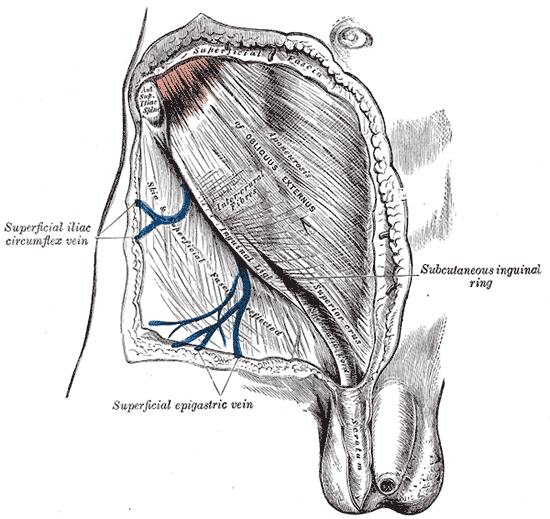
Inelul inghinal subcutanat.
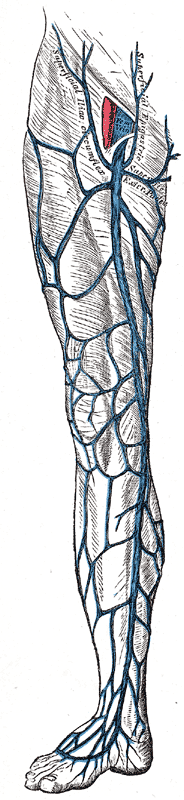
Marea venă safenă și afluenții săi.
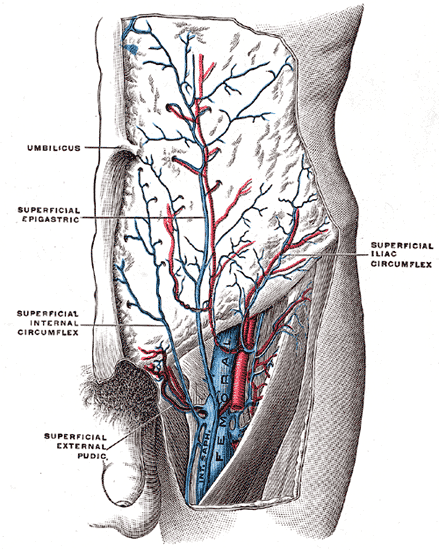
Vena femurală și afluenții săi.
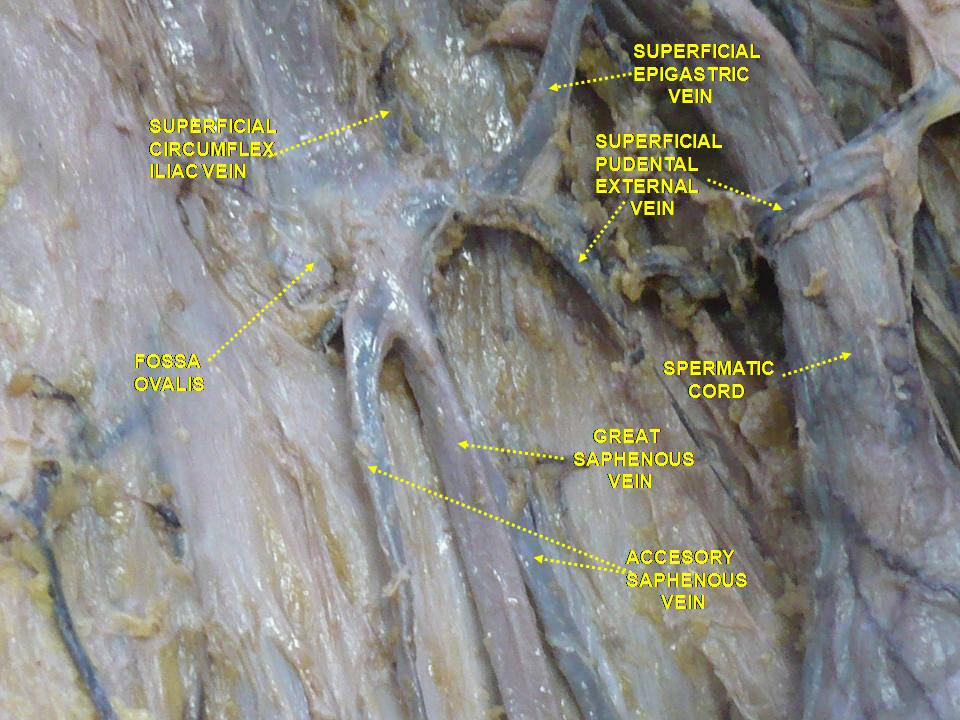
Venele superficiale ale membrelor mai slabe Disecția superficială. Vedere anterioară.